# Покровська церква (Кожанка)
Покровська церква у Кожанці — дерев'яний православний храм у смт Кожанці Фастівського району Київської області. Один із найстаріших на Фастівщині храмів і цінна пам'ятка народної архітектури.  У деяких джерелах фігурує як Свято-Миколаївська; є дані, що таку назву вона мала до 1918 року.
Збудована в 1758 році. Згідно з переказом, кошти на будівництво дали гайдамаки. Метричні книги, клірові відомості, сповідні розписи церкви св. Миколая с. Кожанка (приписне с.* Зубарі) XVIII ст. - Білоцерківської округі Київського нам., з 1797 р. Васильківського пов. Київської губ.; ХІХ ст. - Кожанської волості Васильківського пов. Київської губ. зберігаються в ЦДІАК України. http://cdiak.archives.gov.ua/baza_geog_pok/church/kozh_001.xml [Архівовано 4 січня 2019 у Wayback Machine.]
За даними Л.Похілевича (Сказання про населені місцевості Київської губернії, 1864 р. - Біла Церква: Видавець О.В.Пшонківський, 2005) - с.402: Церква дерев'яна, невідомо в якому році побудована, але після 1746 р., тому що за списками церков цього і 1740 р. вона не значиться. 
Припустимо, що церква була переосвячена у Другу світову, або пізніше на честь Покрова Пресвятої Богородиці. Звертають увагу, що до московсько-большевицької окупації в с. КОЖЕНИКИ Васильківського повіту була церква Покрова Пресвятої Богородиці

## Опис

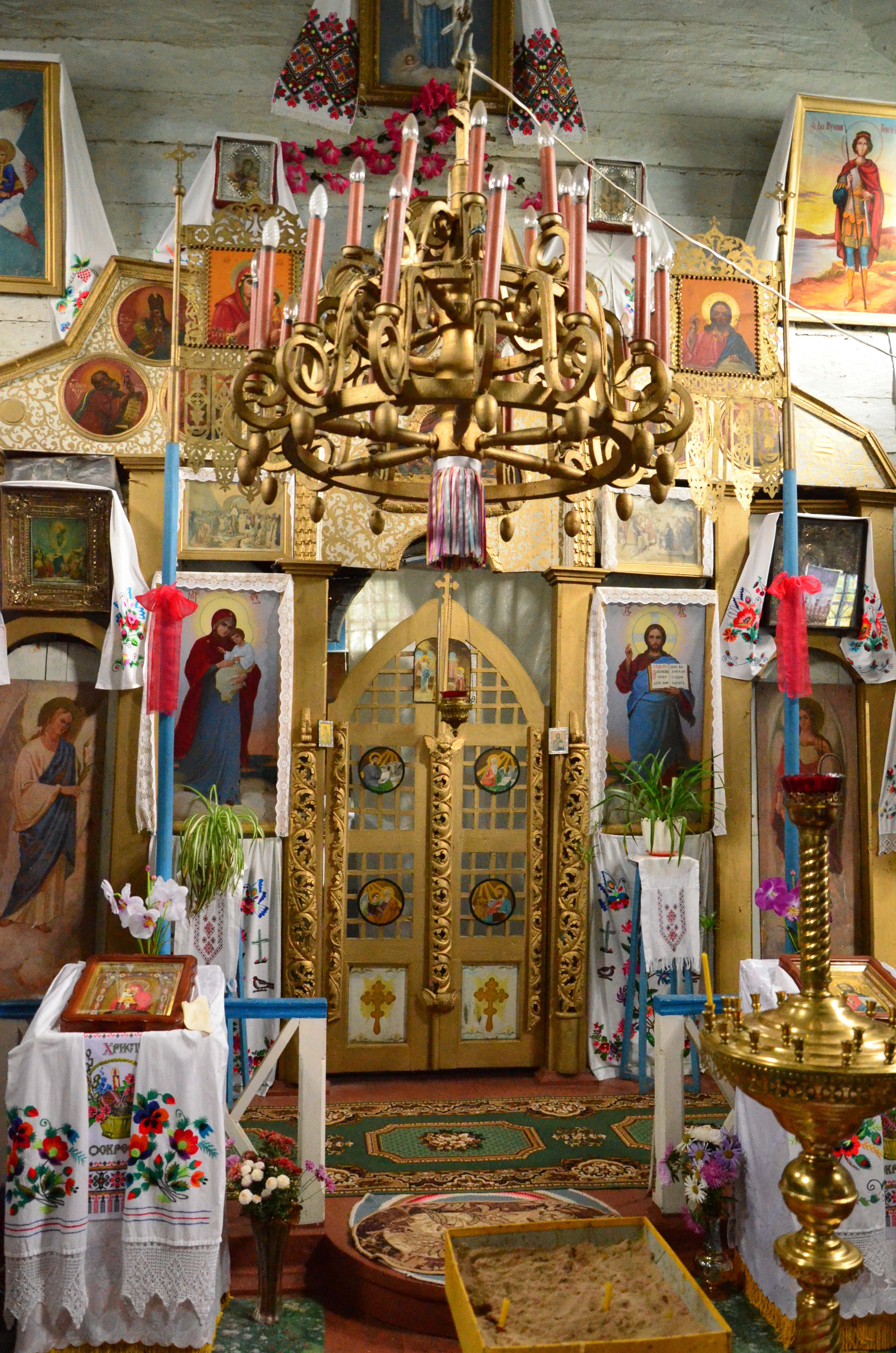
Інтер'єр

Церква розташована на узвишші в центральній частині селища. Вона стоїть на кам'яному фундаменті й має три куполи. Пізніше храм був розширений за рахунок невисоких прибудов з півдня та півночі, а з заходу — тамбуром. Зруби перекриті восьмигранними куполами без барабану, що робить силует будівлі дещо приземленим.
Нахилені всередину (а подекуди і врізнобіч) стіни, криволінійні обриси, деяка приземкуватість надають храмові привабливої архаїчності, таким чином він виглядає мальовничо і гармонійно, на всі свої понад 250 років. Чеканка по блясі, якою покрито церкву, трішечки згладжує дисонанс «дерево-метал».
Незвичайність композиції будівлі дозволяє її віднести до цікавих пам'яток дерев'яної архітектури Правобережної України.

## Виноски
1. ↑  Маленков Р., Година О. Дванадцять маршрутів Київщиною. — К. : Грані-Т, 2008. — С. 55-56.
2. 1 2  
Кожанка. Україна Інкогніта. Архів оригіналу за 12.09.2016. Процитовано 12.09.2016.
3. ↑  Андрущенко В. Г.  — Харьков : СПДФЛ А.Я. Терещенко, 2013. — 100 с. — ISBN 978-966-2718-03-4. Архівовано з джерела 12 вересня 2016
4. ↑  Кожанка. Покровська церква, 1758 [Архівовано 22 вересня 2010 у Wayback Machine.] на сайті «Дерев'яні храми України»